# Tabina
Tabina (Bayan ng Tabina) är en kommun i Filippinerna. Kommunen ligger på ön Mindanao, och tillhör provinsen Zamboanga del Sur. Folkmängden uppgår till 21 882 invånare.
Tabina är indelat i 15 barangayer.